# Câmpani (gmina)
Câmpani – gmina w Rumunii, w okręgu Bihor. Obejmuje miejscowości Câmpani, Fânațe, Hârsești, Sighiștel i Valea de Sus. W 2011 roku liczyła 2427 mieszkańców.